# Bart Buysse
Bart Buysse (Brugge, 16 oktober 1986) is een voormalig Belgisch profvoetballer die bij voorkeur als linksachter speelde.

## Carrière

### Jeugd
Buysse sloot zich in 1992 aan bij de jeugd van KSC Beernem. Na enkele jaren stapte hij over naar de jeugdopleiding van Club Brugge. Buysse werd bij Club Brugge een ploegmaat van onder meer generatiegenoten Dieter Van Tornhout, Glenn Verbauwhede en Jason Vandelannoite.
In 2004 werd hij door trainer Trond Sollied in de A-kern opgenomen, maar speelkansen kreeg de destijds achttienjarige linksachter niet, met concurrentie van Peter Van der Heyden en Michael Klukowski. In 2006 stapte Buysse zonder één speelminuut op zak op bij Club Brugge en trok hij naar SV Zulte Waregem.

### Zulte Waregem
Zulte Waregem speelde Europees omdat het een jaar eerder de Beker van België won. Buysse debuteerde in de UEFA Cup tegen AFC Ajax. Hij viel met nog enkele minuten op de klok in voor Stefan Leleu. Zulte Waregem verloor de wedstrijd met 0-3. Een ronde later kreeg hij een invalbeurt in de wedstrijd tegen Newcastle United. Tijdens de terugmatch tegen de Engelsen stond hij in de basis.
In de competitie kwam Buysse één keer in actie. Loris Reina kreeg de voorkeur van trainer Francky Dury. Na verloop van tijd groeide Buysse uit tot een vaste waarde op de linkerflank. Hij schoof als verdediger geregeld mee naar voren tijdens het door de trainer belangrijk geachte omschakelen van verdedigen naar aanvallen.

### FC Twente
Tijdens het seizoen 2010/11 stond Buysse tijdens de eerste wedstrijd van het seizoen, tegen Standard Luik, opnieuw in de basis. Ondertussen was trainer Dury vertrokken naar AA Gent, waar hij Michel Preud'homme opvolgde. Die laatste was trainer geworden bij FC Twente. Op 31 juli 2010 werd bekend dat Buysse ook naar Twente verhuisde. Mede door blessureleed kende Buysse een moeilijke start bij FC Twente, maar wist hij gaandeweg de tweede seizoenshelft een basisplaats te veroveren. Zo speelde hij ook in de finale van de KNVB beker, die werd gewonnen.

### Brugge
In 2012 keerde Buysse terug naar de club waar hij zijn jeugdopleiding genoot, Club Brugge. Hij tekende een contract voor twee jaar. Hoewel een debuut er dit keer wel in zat, bleef een doorbraak opnieuw uit. Daarop tekende hij op 12 juli 2013 een contract bij Cercle Brugge. Hier kwam hij meer aan spelen toe en kwam hij in twee seizoenen meer dan vijftig competitiewedstrijden in actie.

### N.E.C.
Buysse vertrok in juli 2015 voor de tweede keer naar Nederland. Deze keer tekende hij een contract tot medio 2017 bij het dan net naar de Eredivisie gepromoveerde N.E.C... Daar werd hij na vier wedstrijden echter voorbij gestreefd door Feyenoord-huurling Lucas Woudenberg. In de zomer van 2016 werd hij ingedeeld bij het beloftenteam. Op 29 augustus werd zijn contract ontbonden.

### Menen
Op 10 oktober 2016 verbond Buysse zich aan SC Toekomst Menen dat uitkomt in de Derde klasse amateurs.
KSV Oostkamp
Buysse verhuisde van Menen naar Oostkamp om zijn vader's wens in te willigen: samen met broer Arne in een team spelen.
Aanvankelijk liep het niet van een leien dakje voor Buysse, die meer op bank zat dan hem lief was. Buysse nam een korte break, herbronde en kwam sterker terug. Bij z'n rentree scoorde hij als invaller in de slotminuten de belangrijke gelijkmaker tegen het sterke WS Lauwe. Een week later in de absolute topper tegen dichtste achtervolger Racing Waregem flikte hij het zowaar opnieuw. Met een doelpunt en een assist leidde een sterke Buysse z'n team naar een 6-1 zege en bijna zekere titel. Het was de eerste keer in zijn lange loopbaan dat hij twee maal op rij wist te scoren.
Volgend seizoen neemt hij, samen met broer Arne, de voetbalschoen nog één keer op om in nationaal voetbal aan de slag te gaan.

## Spelersstatistieken
| Seizoen | Club             | Competitie         | Competitie | Competitie | Beker | Beker | Internationaal | Internationaal | Overig | Overig | Totaal | Totaal |
| Seizoen | Club             | Competitie         | Wed.       | Dlp.       | Wed.  | Dlp.  | Wed.           | Dlp.           | Wed.   | Dlp.   | Wed.   | Dlp.   |
| ------- | ---------------- | ------------------ | ---------- | ---------- | ----- | ----- | -------------- | -------------- | ------ | ------ | ------ | ------ |
| 2006/07 | SV Zulte Waregem | Jupiler Pro League | 1          | 0          | 0     | 0     | 2              | 0              | 0      | 0      | 3      | 0      |
| 2007/08 | SV Zulte Waregem | Jupiler Pro League | 11         | 1          | 0     | 0     | 0              | 0              | 0      | 0      | 11     | 1      |
| 2008/09 | SV Zulte Waregem | Jupiler Pro League | 27         | 0          | 0     | 0     | 0              | 0              | 0      | 0      | 27     | 0      |
| 2009/10 | SV Zulte Waregem | Jupiler Pro League | 37         | 0          | 1     | 0     | 0              | 0              | 0      | 0      | 38     | 0      |
| 2010/11 | SV Zulte Waregem | Jupiler Pro League | 1          | 0          | 0     | 0     | 0              | 0              | 0      | 0      | 1      | 0      |
| 2010/11 | FC Twente        | Eredivisie         | 14         | 0          | 3     | 0     | 5              | 0              | 0      | 0      | 22     | 0      |
| 2011/12 | FC Twente        | Eredivisie         | 3          | 0          | 1     | 0     | 3              | 0              | 0      | 0      | 7      | 0      |
| 2012/13 | Club Brugge      | Jupiler Pro League | 13         | 0          | 1     | 0     | 3              | 0              | 0      | 0      | 17     | 0      |
| 2013/14 | Cercle Brugge    | Jupiler Pro League | 31         | 2          | 4     | 0     | 0              | 0              | 0      | 0      | 35     | 2      |
| 2014/15 | Cercle Brugge    | Jupiler Pro League | 23         | 0          | 3     | 0     | 0              | 0              | 0      | 0      | 26     | 0      |
| 2015/16 | N.E.C.           | Eredivisie         | 4          | 0          | 0     | 0     | 0              | 0              | 0      | 0      | 4      | 0      |
| Totaal  | Totaal           | Totaal             | 201        | 7          | 16    | 0     | 11             | 0              | 0      | 0      | 233    | 4      |

## Erelijst
FC Twente
- KNVB beker

2010/11
- Johan Cruijff Schaal

2011